# PZL Bielsko SZD-42
Der PZL Bielsko SZD-42 Jantar 2 (deutsch Bernstein) ist ein polnisches, einsitziges, mit Wölbklappen ausgestattetes Hochleistungssegelflugzeug der Offenen Klasse in Kunststoffbauweise.

## Konstruktion
Das Flugzeug, welches weitgehend auf dem Jantar 1 basiert, hat eine vergrößerte Spannweite von 20,5 Metern. Der Innenflügel wurde nahezu unverändert vom Jantar 1 übernommen, besaß allerdings aufgrund einer Änderung des verwendeten Epoxidharzes und einer verbesserten Holmstruktur eine um etwa 50 % erhöhte Festigkeit. Der äußere Flügel wurde verlängert und mit einem anderen Profil versehen, außerdem wurde anstatt eines T-Leitwerks auf ein Kreuzleitwerk zurückgegriffen. Weiterhin besitzt das Flugzeug wie sein Vorgänger nach oben und unten ausfahrende Schempp-Hirth-Bremsklappen und ein einziehbares Hauptfahrwerk sowie eine zweigeteilte, nach hinten aufklappende Haube.

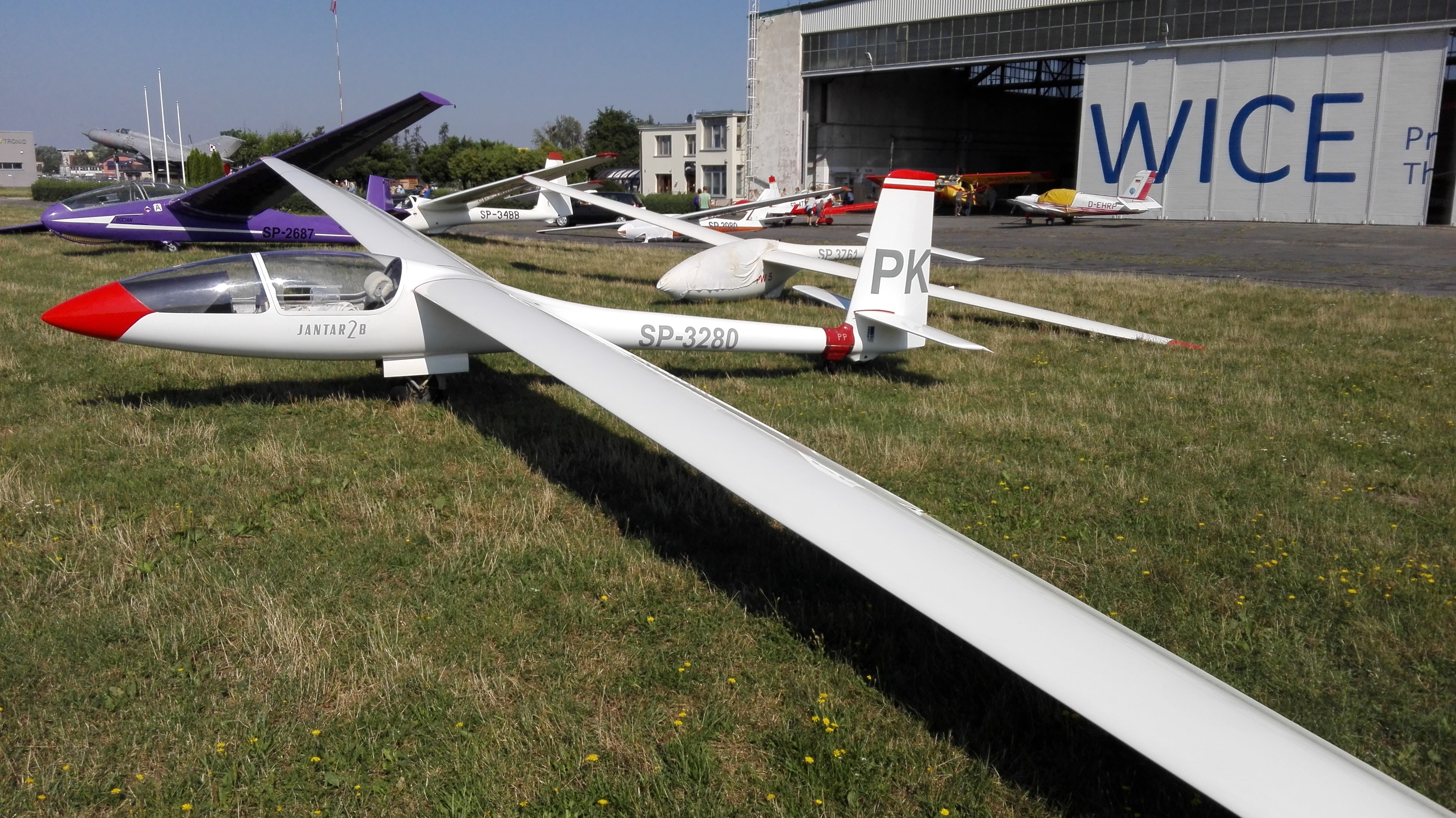
Ein SZD-42-2 Jantar 2B auf dem Vorfeld des Flugplatz Gliwice. Gut zu erkennen ist die zweigeteilte Haube, die bei vielen früheren Segelflugzeugen aufgrund von erhofften Strömungsvorteilen verwendet wurde.

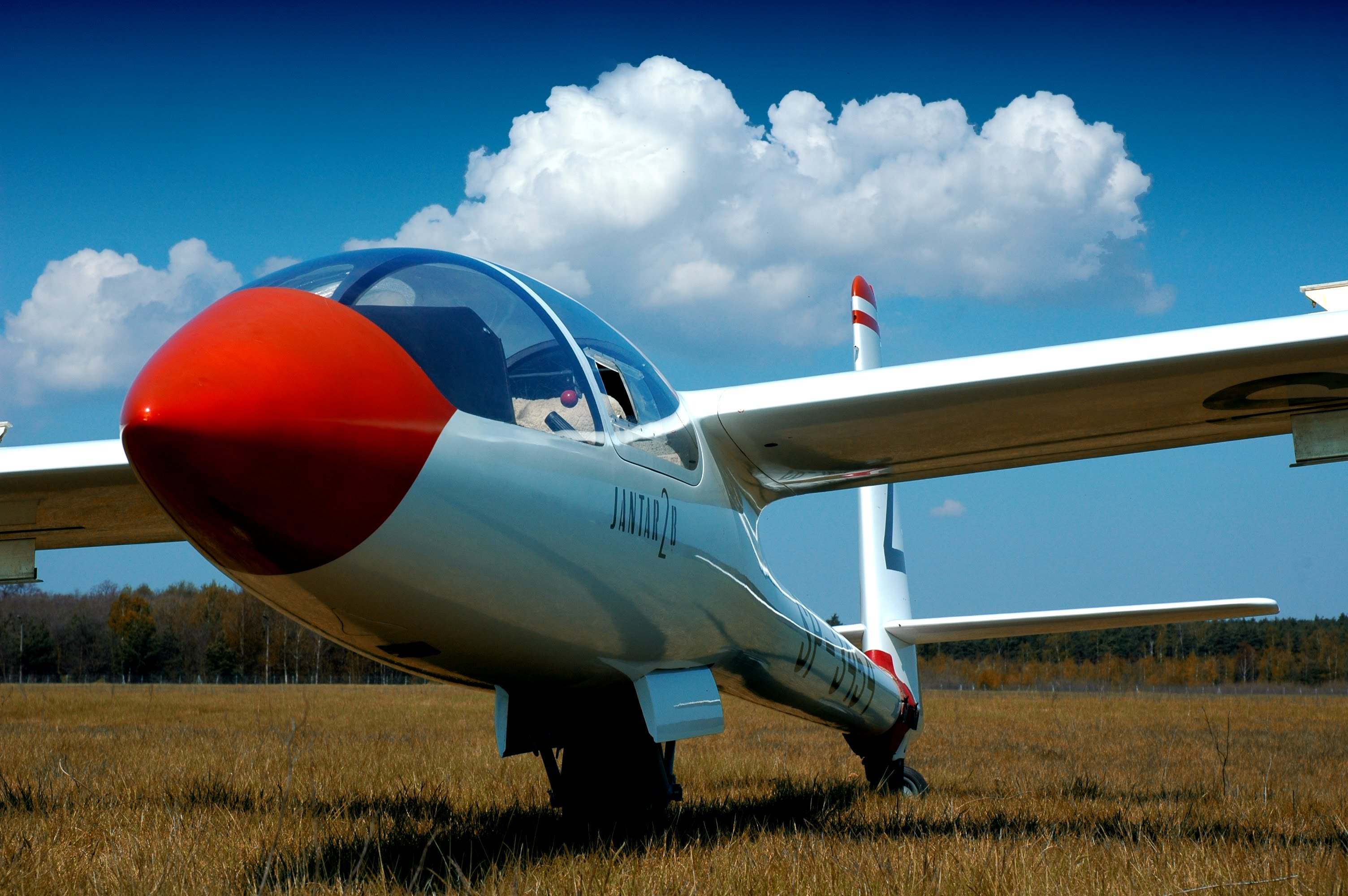
SZD-42-2 Jantar 2B auf dem Flugplatz Lubin. Gut zu erkennen ist das Kreuzleitwerk, welches von dem am SZD-38 Jantar 1 verwendeten T-Leitwerk abweicht.

Der SZD-42-2 Jantar 2b ist eine verbesserte Variante mit mehreren kleinen Veränderungen, unter anderem größeren Wasserballasttanks, einem verbesserten Fahrwerk, einem Spornrad anstatt eines Schleifsporns, eine veränderte Position der Tragfläche, und eine Änderung des Einstellwinkels der Fläche sowie des Masseausgleichs des Höhenruders.

## Technische Daten
| Kenngröße                             | Jantar 2                                 | Jantar 2 B                               |
| ------------------------------------- | ---------------------------------------- | ---------------------------------------- |
| Spannweite                            | 20,50 m                                  | 20,50 m                                  |
| Flügelfläche                          | 14,25 m²                                 | 14,25 m²                                 |
| Flügelstreckung                       | 29,5                                     | 29,5                                     |
| Profil                                | Wurzel: FX67-K170 Flächenende: FX67-K150 | Wurzel: FX67-K170 Flächenende: FX67-K150 |
| Rumpflänge                            | 7,11 m                                   | 7,18 m                                   |
| Höhe                                  | 1,76 m                                   | 1,76 m                                   |
| Leermasse                             | 330 kg                                   | 362 kg                                   |
| min. Zuladung                         | 72 kg                                    | 70 kg                                    |
| max. Zuladung                         | 120 kg                                   | 120 kg                                   |
| max. Startmasse ohne Wasserballast    | 450 kg                                   | 482 kg                                   |
| max. Startmasse mit Wasserballast     | 580 kg                                   | 649 kg                                   |
| max. Wasserballast                    | 130 l                                    | 167 l                                    |
| Flächenbelastung                      | 28,23–41,00 kg/m²                        | 30,2–44,69 kg/m²                         |
| Mindestgeschwindigkeit                | 70 km/h                                  | 63 km/h                                  |
| Höchstzulässige Geschwindigkeit (VNE) | 250 km/h                                 | 250 km/h                                 |
| Manövergeschwindigkeit (VA)           | 165 km/h                                 | 200 km/h                                 |
| geringstes Sinken                     | 0,46 m/s bei 80 km/h                     | 0,46 m/s bei 75 km/h                     |
| Gleitzahl                             | ca. 47 bei 80 km/h                       | ca. 50 bei 87 km/h                       |
| zul. Lastvielfaches                   | +5,3g / −2,65g                           | +5,3g / −2,65g                           |
| Segelflugindex                        | 113                                      | 113                                      |

## Vergleichbare Flugzeuge
- Schempp-Hirth Nimbus 2
- LAK-12
- Schleicher ASW 17